# Mahaiza
Mahaiza est une commune urbaine malgache, située dans la partie sud-centre de la région de Vakinankaratra.